# Маттиаки

Римская империя и германские племена в 50 г.

Маттиаки (лат. Mattiaci, койне οι Ματτιακοί) — германское племя, входившее в состав более крупного племенного союза — хаттов, Маттиаки жили в окрестностях Aquae Mattiacorum (позже территория города Висбадена), в Таунусе и Веттерау.

## История
Маттиаки упоминаются в Географии Птолемея (около 150 года н.э.) в составе Magna Germania.
В состав Римской империи вошли после походов Друза. Вольфганг Вилл связывал название маттиаков с главным городом хаттов Mattium. Ссылаясь на Диона Кассия он писал, что после того как в 11 году до н.э. Друз Старший провёл вторую германскую кампанию и после того как в 38 году н.э. остальные хатты ушли на прежние земли (на территорию будущего Гессена) лишь маттиаки остались на землях у Рейна. Римляне считали племя и его территорию своей сферой влияния. На этих землях шло строительство римских лагерей Майнц-Кастель (Castellum Mattiacorum) и Могонтиакуме (на месте будущего Майнца), а позже Висбадене и Хофхейме при императорах из династии Юлиев-Клавдиев. О действиях маттиаков после гибели трёх легионов в Тевтобургском лесу в 9 году ученые спорят. Вольфганг Вилл считал, что маттиаки вместе с хаттами и другими германскими племенами активно боролись с римлянами. Клозе считал, что маттиаки поддерживали римлян, поэтому подверглись нападению со стороны хаттов. В ходе борьбы с хаттами Германик разрушил Маттиум и восстановил римский лагерь.
Тацит в параграфе 29 «О происхождении и местоположении германцев» писал:

Но батавам по-прежнему воздается почет, и они продолжают жить на положении давних союзников: они не унижены уплатою податей и не утесняются откупщиком; освобожденных от налогов и чрезвычайных сборов, их предназначают только для боевых действий, подобно тому как на случай войны приберегаются оружие и доспехи. Столь же послушно нам и племя маттиаков: величие римского народа внушило почтение к его  государству и по ту сторону Рейна, по ту сторону старых границ. Вот почему, при том что их  места  обитания  и  пределы находятся на том берегу, они помыслами и душой всегда с нами; во всем остальном они схожи с батавами, разве что самая почва и климат их родины придают им большую подвижность и живость.
Тацит в «Анналах» писал о строительстве рудника для добычи серебра на землях маттиаков в 47 году легатом Курцием Руфом. Но серебро вскоре иссякло, а дальнейшие работы принесли солдатам только неприятности поэтому дело вскоре было заброшено, хотя император Клавдий наградил Курция Руфа триумфальным знаком отличия.
В 70 году во время баттавского восстания маттиаки вместе с узипетами и хаттами в 70 году осаждали Могонтиакум, но были разбиты
По словам Т. Моммзена воды aquae Mattiacae во времена Веспасиана (император в 69—79 годы) активно посещались римлянами и использовались ими для лечения. С конца II века община маттиаков "состояла под управлением властей, организованных по римскому образцу"
С войнами императора Домициана против хаттов и основанием лимеса племя наконец стало частью империи. Район стал гражданской администрацией Civitas Mattiacorum, это случилось до 122 г., вероятно, все ещё во времена Траяна, поскольку Civitas, возможно, также носил его имя.
В дополнение к многочисленным находкам периода римской империи в окрестностях Висбадена надписи подтверждают сообщения Тацита и романизацию маттиаков. Несколько надписей из римской провинции Нижняя Мезия (Мезия) упоминается  вспомогательная когорта II Mattiacorum. Это также подтверждается кирпичными штампами в римском лагере Диногетия. Другая когорта III Mattiacorum из Нижней Мезии задокументирована надписями, других письменных свидетельств о ней нет. Даже после падения лимеса, когда в районах проживания маттиаков поселились алеманны, их имя, похоже, не исчезло полностью. Позднеантичный Notitia dignitatum упоминает Mattiaci iuniores в Галлии и Mattiaci Seniores в Италии как часть римской армии.